# Carlos Espinoza
Carlos Enrique Espinoza Marambio (Viña del Mar, 21 de abril de 1928-Puerto Montt, 25 de febrero de 2024) fue un futbolista chileno que se desempeñaba como portero. Campeón con Everton de Viña del Mar en 1950 y 1952, defendió a la selección chilena en tres oportunidades.

## Selección nacional

### Partidos internacionales
| \| N.º \| Fecha \| Estadio \| Local \| Resultado \| Visitante \| Goles \| Competición \| \| ----- \| --------------------- \| ----------------------------------------------- \| ---------- \| --------- \| --------- \| ----- \| ---------------------------- \| \| 1 \| 9 de febrero de 1956 \| Estadio Centenario, Montevideo, Uruguay \| Chile \| 3-2 \| Perú \| \| Campeonato Sudamericano 1956 \| \| 2 \| 12 de febrero de 1956 \| Estadio Centenario, Montevideo, Uruguay \| Chile \| 2-0 \| Paraguay \| \| Campeonato Sudamericano 1956 \| \| 3 \| 17 de marzo de 1956 \| Estadio Universitario, Ciudad de México, México \| México \| 2-1 \| Chile \| \| Campeonato Panamericano 1956 \| \| Total \| \| \| Presencias \| 3 \| \| Goles \| 0 \| |                       |                                                 |            |           |           |       |                              |
| N.º | Fecha                 | Estadio                                         | Local      | Resultado | Visitante | Goles | Competición                  |
| 1 | 9 de febrero de 1956  | Estadio Centenario, Montevideo, Uruguay         | Chile      | 3-2       | Perú      |       | Campeonato Sudamericano 1956 |
| 2 | 12 de febrero de 1956 | Estadio Centenario, Montevideo, Uruguay         | Chile      | 2-0       | Paraguay  |       | Campeonato Sudamericano 1956 |
| 3 | 17 de marzo de 1956   | Estadio Universitario, Ciudad de México, México | México     | 2-1       | Chile     |       | Campeonato Panamericano 1956 |
| Total |                       |                                                 | Presencias | 3         |           | Goles | 0                            |

## Clubes
| Club               | País  | Año         |
| ------------------ | ----- | ----------- |
| Everton            | Chile | 1948 - 1958 |
| Santiago Wanderers | Chile | 1959 - 1960 |

## Palmarés

### Campeonatos nacionales
| Título           | Club               | País  | Año  |
| ---------------- | ------------------ | ----- | ---- |
| Primera División | Everton            | Chile | 1950 |
| Primera División | Everton            | Chile | 1952 |
| Copa Chile       | Santiago Wanderers | Chile | 1959 |